# Рокфорд (Тенеси)
Рокфорд (енгл. Rockford) град је у америчкој савезној држави Тенеси.

## Демографија
По попису из 2010. године број становника је 856, што је 58 (7,3%) становника више него 2000. године.
| Група             | 2000.       | 2010.       |
| Белци             | 771 (96,6%) | 819 (95,7%) |
| Афроамериканци    | 9 (1,1%)    | 3 (0,4%)    |
| Азијати           | 3 (0,4%)    | 6 (0,7%)    |
| Хиспаноамериканци | 6 (0,8%)    | 11 (1,3%)   |
| Укупно            | 798         | 856         |